# ماري داغت لاك
ماري داغت لاك (بالإنجليزية: Mary Daggett Lake)‏ هي مؤرخة أمريكية، ولدت في 1880، وتوفيت في 1955.